# Émile Mpenza
Émile Mpenza, född 4 juli 1978 i Bryssel, är en belgisk före detta fotbollsspelare. Mpenza spelade för det belgiska fotbollslandslaget 1997-2009. Hans föräldrar är från Belgiska Kongo. Han har en äldre bror som heter Mbo Mpenza och som också är fotbollsspelare.

## Klubbar
- Neftchi Baku PFC 2010-2012
- FC Sion 2009-2010
- Plymouth Argyle 2008-2009
- Manchester City 2006-2008
- Al-Rayyan 2005-2006
- Hamburger SV 2004-2005
- Standard Liège 2003/2004
- Schalke 04 2000-2003
- Standard Liège 1997-2000
- Excelsior Mouscron 1995-1997
- KV Kortrijk 1994/1995
- LC Mesvins -1994